# Taxman Award
De Taxman Award, later Tax Professional of the Year is een jaarlijkse verkiezing in België, waarbij een prijs wordt toegekend aan de persoon (of organisatie) die de meest opmerkelijke bijdrage heeft geleverd aan de fiscaliteit. Die bijdrage bestaat erin dat de genomineerden hetzij de belastingdruk hebben verminderd, hetzij de belastingen hebben vereenvoudigd, of de fiscaliteit hebben gehumaniseerd. 
De verkiezing is een initiatief van verzekeringsmaatschappij ERGO Insurance en het financiële magazine Moneytalk, in samenwerking met uitgeverij Pelckmans en het Verbond van Belgische Ondernemingen. De prijs werd in 2008 voor het eerst uitgereikt.
In 2023 zette hr-dienstengroep Liantis de award verder onder de naam Tax Professional of the Year. De organisatie reikt de prijs uit aan een tax professional die belangrijke maatschappelijke impact creëerde of aan iemand die vanuit zijn of haar fiscale expertise een cruciale verandering zette. Het kan zowel een persoon of organisatie zijn die de prijs ontvangt. 

## Taxman Award-winnaars

### 2008
Tijdens de eerste editie in 2008 werd Dirk Van Mechelen, Vlaams minister van Financiën, Begroting en Ruimtelijke Ordening, verkozen tot Taxman. Dirk Van Mechelen zorgde er onder andere voor dat elke actieve Vlaming een korting kreeg op de personenbelasting. Daarnaast schafte hij het successierecht af op de gezinswoning voor de langstlevende huwelijkspartner of partner.

### 2009
In 2009 sleepte Ine Lejeune, als eerste vrouwelijke genomineerde, de Taxman Award in de wacht. Ine Lejeune stond aan de wieg van de invoering van btw-eenheid voor ondernemingsgroepen waardoor deze maar één keer btw betalen en aldus dubbele kosten vermijden. 

### 2010
In 2010 was het Luc Cassiman die met de hoofdprijs aan de haal ging. Hij ontving de prijs voor de opmerkelijke bijdrage die hij geleverd had gedurende zijn carrière op het gebied van de fiscaliteit en dit zowel tijdens zijn activiteit als directeur beleidscel en als docent aan de Fiscale Hogeschool.
Jan Van Dyck mocht als hoofdredacteur van de nieuwsbrief Fiscoloog uit handen van Ine Lejeune de prestigieuze juryprijs in ontvangst nemen. Sedert 1979 brengt Fiscoloog op een professionele manier en in een begrijpelijke taal relevante fiscale informatie en vormt een trouwe bondgenoot voor iedereen die met fiscaliteit bezig is.

### 2011
In 2011 ging de prijs naar toenmalig minister van Financiën, Didier Reynders. 

### 2012
In 2012 won de Fiscale Hogeschool de prijs. Deze post-universitaire instelling, in 1969 medeopgericht door Albert Tiberghien, was de eerste die een integrale, praktijkgerichte, fiscale opleiding in het Nederlandstalig onderwijslandschap aanbood.

### 2013
Fiscaal correct, Eddy Claesen

### 2014
Commissie voor Boekhoudkundige Normen (CBN)

### 2015
Lawrence Geernaert voor  zijn masterproef aan de Universiteit Gent over de  'De inkomstentoerekening aan personen in het internationaal fiscaal recht: de negatie van tussenentiteiten'. 

### 2016
Marc Bourgeois, professor fiscaal recht en overheidsfinanciën aan de Universiteit van Luik.

## Winnaars Tax Professional of the Year

### 2023
Op donderdagavond 25 mei 2023 werd professor Mark Delanote (UGent) verkozen tot Tax Professional of the Year. Een professionele jury en het publiek roemden het vele werk dat Delanote investeerde in de blauwdruk van het fiscaal hervormingsplan van Van Peteghem én lauwerde de positieve kijk van Delanote op de steeds veranderende fiscale wereld.

### 2024
In 2024 kreeg professor Edoardo Traversa de prijs. De expertise van professor Traversa ligt in Europese en internationale belastingen, indirecte belastingen (btw) en milieubelastingen. Hij wordt regelmatig geraadpleegd door Europese en Belgische instellingen, als lid van het EU Platform for Good Tax Governance, de EU VAT Expert Group en de Conseil Supérieur des Finances.
Hij staat aan de wieg van verschillende Belgische en internationale initiatieven en netwerken, zoals de Belgische vereniging van professoren Fiscaal Recht om van elkaars onderzoek te leren, het voorstel om een Europees agentschap voor fiscale samenwerking op te richten, gesteund door 130 collega's uit 17 EU-lidstaten, en samenwerkingsprojecten met Afrika. 

### 2025
Op donderdagavond 5 juni 2025 werd Kristian Vanderwaeren verkozen tot Tax Professional of the Year. Vanderwaeren is sinds 2015 hoofd van de Belgische Algemene Administratie van Douane en Accijnzen en beheerde ondertussen heel wat grote crisissen zoals de Brexit, de terroristische aanslagen, de ‘war on drugs’ in Antwerpen, de invoer en uitvoer van medisch materiaal ten tijde van covid, de export- en importsancties tegen Rusland en het handelsoorlogbeheer.
Als hoofd van de dienst, had hij belangrijke impact, onder meer door de reorganisatie en flexibiliteit van zijn organisatie, de upgrade door nieuwe operationele technologieën en digitalisering, net als handelsfacilitatie door stakeholdermanagement. Hij heeft ook het stakeholderplatform opnieuw ontworpen, waardoor douane en handel de krachten konden bundelen om betere aangifte- en inspectieprocessen te ontwikkelen. Kristian Vanderwaeren is een leidende persoon in de lopende hervorming van de Europese douanewetgeving, heeft de hervorming van de Belgische Algemene wet op Douane en Accijnzen gerealiseerd en elektronische douanesystemen (UCC & MASP) uitgerold.